# Comuna Velesniv, Monastîrîska
Velesniv (în ucraineană Велеснів) este o comună în raionul Monastîrîska, regiunea Ternopil, Ucraina, formată din satele Velesniv (reședința) și Zalissea.

## Demografie
Componența lingvistică a comunei Velesniv
     Ucraineană (100%)
Conform recensământului din 2001, toată populația comunei Velesniv era vorbitoare de ucraineană (100%).